# Райпура
Райпура (бенг. রায়পুরা, англ. Raipura) — город в центральной части Бангладеш, административный центр одноимённого подокруга. Площадь города равна 13,5 км². По данным переписи 2001 года, в городе проживало 29 961 человек, из которых мужчины составляли 51,49 %, женщины — соответственно 48,51 %. Плотность населения равнялась 2219 чел. на 1 км². Уровень грамотности населения составлял 33,4 % (при среднем по Бангладеш показателе 43,1 %). 